# Sarcophyton buitendijki
Sarcophyton buitendijki is een zachte koraalsoort uit de familie Alcyoniidae. De koraalsoort komt uit het geslacht Sarcophyton. Sarcophyton buitendijki werd in 1982 voor het eerst wetenschappelijk beschreven door Verseveldt. 